# Ekologia społeczna
Ekologia społeczna – pojęcie odnoszące się do dwóch różnych teorii, jednej dotyczącej funkcjonowania przestrzeni miejskich (szkoła chicagowska), drugiej dotyczącej determinacji społecznych współczesnych „problemów ekologicznych” (Murray Bookchin). 

## Szkoła chicagowska
Ekologia społeczna to najpierw koncepcja badawcza zaproponowana przez szkołę chicagowską postulująca badanie procesów ekologicznych: segregacji, koncentracji, inwazji i sukcesji zachodzących na obszarach miasta. Według tej orientacji badaniom poddawać należy relacje społeczno-przestrzenne na terenie miast w sposób analogiczny do badań procesów ekologicznych prowadzonych przez biologów, szczególnie w aspekcie procesów ekologii roślin. W koncepcji ekologicznej istotne są także badania wpływu naturalnego środowiska na społeczeństwo.

## Murray Bookchin
Ekologia społeczna kojarzona także z ideami i pracami Murraya Bookchina, który pisze o sprawach ekologicznych począwszy od lat pięćdziesiątych, zaś od lat sześćdziesiątych połączył te sprawy z rewolucyjnym społecznym anarchizmem. Jego prace obejmują Anarchizm ery dobrobytu, Ku społeczeństwu ekologicznemu, Ekologię wolności i mnóstwo innych. 
Ekologia społeczna umieszcza przyczyny kryzysu ekologicznego zdecydowanie w stosunkach dominacji między ludźmi. Panowanie nad przyrodą jest postrzegane jako rezultat dominacji w społeczeństwie, ale ta dominacja osiąga rozmiary kryzysu dopiero w kapitalizmie. 
Ekologia społeczna proponuje wizję społeczeństwa w harmonii z przyrodą, takiego, które „zawiera w sobie fundamentalne odwrócenie wszystkich tendencji znaczących historyczny rozwój kapitalistycznej technologii i burżuazyjnego społeczeństwa – drobiazgowej specjalizacji maszyn i pracy, koncentracji zasobów i ludzi w gigantycznych przedsiębiorstwach przemysłowych i zbiorowiskach miejskich, rozwarstwienia i biurokratyzacji przyrody i istot ludzkich”. Taka ekologiczna wizja „ustanawia całkowicie nowe eko-społeczności sztucznie dostrojone do ekosystemów, w których zostały umieszczone”. 
Wtórując Kropotkinowi, Bookchin przekonuje, że „taka eko-społeczność (…) zagoiłaby rozdarcie między miastem a wsią, między ciałem a umysłem, stapiając pracę umysłową z fizyczną, przemysłową z rolniczą za pomocą rotacji bądź zróżnicowania zadań zawodowych”. Takie społeczeństwo opierałoby się na wykorzystaniu odpowiedniej, sprzyjającej środowisku technologii, „technologii nowego rodzaju – czyli eko-technologii – złożonej z wielozadaniowych, uniwersalnych maszyn, których zastosowanie w procesie produkcji byłoby nastawione na trwałość i jakość, a nie budowanych już w okresie swego wychodzenia z użycia i służących szaleńczemu wytwarzaniu jak największych ilości bubli oraz szybkiemu obrotowi towarów do zbycia (…) Taka eko-technologia wykorzystywałaby odnawialne zasoby przyrody – energię słoneczną i wiatr, pływy i cieki wodne, różnice temperatur powierzchni Ziemi oraz obfitujące wokół nas zasoby wodoru jako paliwo – ażeby zaopatrzyć eko-społeczność w surowce nie powodujące zanieczyszczenia czy też odpady nadające się do ponownego wykorzystania”.